# Leptonetela xui
Espèce
Synonymes
- Leptoneta xui Chen, Gao & Zhu, 2000

Leptonetela xui est une espèce d'araignées aranéomorphes de la famille des Leptonetidae.

## Distribution
Cette espèce est endémique du Guizhou en Chine,. Elle se rencontre dans le xian de Libo.

## Description
Le mâle holotype mesure 2,15 mm. Cette araignée possède des yeux réduits.

## Systématique et taxinomie
Cette espèce a été décrite sous le protonyme Leptoneta xui par Chen, Gao et Zhu en 2000. Elle est placée dans le genre Leptonetela par Wang, Li et Zhu en 2020.

## Publication originale
- Chen, Gao & Zhu, 2000 : « Two new species of the genus Leptoneta (Araneae: Leptonetidae) from China. » Acta Arachnologica Sinica, vol. 9, no 1, p. 10-13.